# Ла Монт Јанг
Ла Монт Јанг (енгл. La Monte Young); (14. октобар 1935) амерички је авангардни композитор и један од утемељивача минимализма.